# Sylvain Calzati
Sylvain Calzati, född 1 juli 1979 i Lyon, var en professionell fransk tävlingscyklist mellan 2003 och 2011.

## Karriär
Calzati blev professionell 2003 med Barloworld och sedan 2005 och säsongen 2008 tävlade han för det franska UCI ProTour-stallet Ag2r Prévoyance men lämnade dem efter dispyter med stallets ledning. Inför säsongen 2009 blev fransmannen kontrakterad av det franska stallet Agritubel. När Agritubel lade ned sin verksamhet gick Calzati vidare till det nyskapade Team Sky. Mellan 2003 och 2004 tävlade han för Saint-Quentin Oktos och RAGT Semences MG Rover.
Hans största succé var när han vann den åttonde etappen på Tour de France 2006. Calzati har även vunnit Tour de l'Avenir 2004. 
Under säsongen 2009 slutade Sylvain Calzati på sjätte plats på etapp 12 av Tour de France bakom Nicki Sørensen, Laurent Lefèvre, Franco Pellizotti, Markus Fothen och Egoi Martínez de Esteban.
Calzati tävlade för Team Sky under säsongen 2010. Han var sjuk under större delen av säsongen och missade därför Tour de France 2010, vilket var hans stora mål under året. Efter ett år med laget lämnade han dem och gick vidare till det franska laget Bretagne-Schuller inför säsongen 2011. 
Ett virus gjorde att han inte kunde tävla särskilt mycket under säsongen 2011 och han missade sitt stora mål den säsongen, Tour de France. Efter ett år med det franska stallet bestämde han sig för att avsluta sin karriär.

## Privatliv
Sylvain Calzati bor i Genay med sin fru Aurélia och två döttrar. Sylvain Calzati är son till Christian Calzati, en före detta proffscyklist som vann Circuit des Ardennes 1977.

## Meriter
2004
Tour de l'Avenir
2:a, Étoile de Bessèges
Etapp 4, Étoile de Bessèges.
2005
4:a, Route du Sud
2006
Etapp 8, Tour de France 2006

## Stall
- CC Etupes
- 2003 Barloworld
- 2004 Saint-Quentin Oktos
- 2004 RAGT Semences MG Rover
- 2005-2008 Ag2r Prévoyance
- 2009 Agritubel
- 2010 Team Sky
- 2011 Bretagne-Schuller